# Albert Ouédraogo
Albert Ouédraogo (Dori, 6 aprile 1969) è un economista e politico burkinabè che ha servito come Primo Ministro a seguito del colpo di Stato in Burkina Faso del gennaio 2022 e fino al colpo di Stato del settembre successivo.

## Biografia
Albert Ouédraogo è nato il 6 aprile 1969 a Dori, Séno.
Ha insegnato in diverse università pubbliche e private del Burkina Faso. In particolare, Ouédraogo ha insegnato contabilità all'Università di Ouagadougou e all'università privata Aube Nouvelle. 
Il 3 marzo 2022 è diventato Primo ministro del Burkina Faso in seguito alla nomina da parte del presidente Paul-Henri Sandaogo Damiba. Il suo incarico è terminato il 30 settembre 2022 assieme al governo di Damiba, arrivato al termine solamente dopo 8 mesi, quando un nuovo colpo di Stato ne ha decretato la fine portando al potere Ibrahim Traoré.